# در تنگ
در تنگ (به فرانسوی: La Porte Étroite) نام رمانی است نوشته آندره ژید، نویسندهٔ اهل فرانسه که در سال ۱۹۰۹ به چاپ رسیده است.
این رمان را عبدالله توکل و رضا سیدحسینی در سال ۱۳۲۷، به فارسی ترجمه کرده‌اند.